# Кордиш Юхим Хізерович

Автори Кордиш і Літинський; 1931

Юхим (Хаїм) Хізерович Ко́рдиш (нар. 1905 — пом. 1973) — радянський театральний художник; заслужений діяч мистецтв Туркменської РСР з 1949 року.

## Біографія
Народився у 1905 році. Закінчив Київський художній інститут. Від 1932 року працював художником театрів у Вінниці, Одесі, Києві. З 1941 року працював головним художником Туркменського драматичного театру в Ашхабаді. 
Помер у 1973 році.

## Творчість
Виконав низку кіноплакатів для Всеукраїнського фотокіноуправління, зокрема до фільмів:
- «Боротьба продовжується» (1931);
- «Гарі Паливода» (1931).

У Туркменському драматичному театрі оформив вистави:
- «Отелло» Вільяма Шекспіра;
- «Ревізор» Миколи Гоголя;
- «Кеймір-Кьор» Караджі Бурунова й Базара Аманова;
- «Вирішальний крок» Берди Кербабаєва;
- «Веселий гість» Гусейна Мухтарова;
- «Російське питання» Костянтина Симонова.

Одночасно оформляв вистави в Туркменському театрі опери та балету імені Махтумкулі, зокрема балет «Алдар Косе» Климентія Корчмарьова.